# Weronika Rosati
Weronika Anna Rosati (Varsavia, 19 gennaio 1984) è un'attrice polacca.

## Biografia
Figlia di Dariusz Rosati, economista e, fino a 2019, membro del Parlamento Europeo, e di Teresa Rosati, celebre fashion designer che ha lavorato anche per la televisione, Weronika Rosati è cresciuta tra gli Stati Uniti e la Svizzera.
Tornata nel 1990 a Varsavia, ha iniziato studi di musica e danza (1998-2002) e in seguito di attrice (Private Acting School di Machulski): ha perfezionato gli studi all'Actor's Studio a New York.
Il debutto televisivo è del 1999, nella teen drama Klasa na obcasach: in seguito ha partecipato ad alcune delle più note serie televisive e soap opera polacche degli anni duemila, tra cui Samo Zycie (2002 - 2006), M Jak Milosc (2004 - 2005), PitBull (2005 - 2006).
Nel 2011 partecipa a Luck nel ruolo di Naomi.

## Filmografia parziale

### Cinema
- In Darkness, regia di Agnieszka Holland (2011)
- The Burma Conspiracy - Largo Winch 2 (Largo Winch II), regia di Jérôme Salle (2011)
- The Iceman, regia di Ariel Vromen (2012)
- Uomini di parola (Stand Up Guys), regia di Fisher Stevens (2012)
- Jimmy Bobo - Bullet to the Head (Bullet to the Head), regia di Walter Hill (2012)
- Last Vegas, regia di Jon Turteltaub (2013)
- Battle of the Year - La vittoria è in ballo (Battle of the Year: The Dream Team), regia di Benson Lee (2013)
- Corpo estraneo (Obce ciało), regia di Krzysztof Zanussi (2014)
- USS Indianapolis (USS Indianapolis: Men of Courage), regia di Mario Van Peebles (2016)
- Frost, regia di Šarūnas Bartas (2017)
- Non cadrà più la neve (Śniegu już nigdy nie będzie), regia di Małgorzata Szumowska e Michał Englert (2020)

### Televisione
- Luck (2011)
- Supernatural (S11 E14 2016)